# Вело Граблє
Вело Граблє (хорв. Velo Grablje) — населений пункт у Хорватії, у Сплітсько-Далматинській жупанії у складі міста Хвар.

## Населення
Населення за даними перепису 2011 року становило 7 осіб.
Динаміка чисельності населення поселення:

## Клімат
Середня річна температура становить 15,79 °C, середня максимальна – 27,24 °C, а середня мінімальна – 3,83 °C. Середня річна кількість опадів – 727 мм.
| Клімат поселення                              | Клімат поселення | Клімат поселення | Клімат поселення | Клімат поселення | Клімат поселення | Клімат поселення | Клімат поселення | Клімат поселення | Клімат поселення | Клімат поселення | Клімат поселення | Клімат поселення | Клімат поселення |
| Показник                                      | Січ.             | Лют.             | Бер.             | Квіт.            | Трав.            | Черв.            | Лип.             | Серп.            | Вер.             | Жовт.            | Лист.            | Груд.            |                  |
| Середній максимум, °C                         | 13,56            | 11,79            | 13,86            | 16,95            | 21,69            | 25,61            | 27,23            | 27,24            | 23,21            | 19,18            | 15,10            | 13,71            |                  |
| Середня температура, °C                       | 9,59             | 7,80             | 9,88             | 12,98            | 17,71            | 21,64            | 24,60            | 24,60            | 20,59            | 16,56            | 12,46            | 11,09            |                  |
| Середній мінімум, °C                          | 5,60             | 3,83             | 5,90             | 9,00             | 13,75            | 17,67            | 21,98            | 21,99            | 17,95            | 13,91            | 9,83             | 8,44             |                  |
| Норма опадів, мм                              | 70               | 58               | 64               | 58               | 48               | 39               | 25               | 42               | 61               | 81               | 96               | 85               |                  |
| Середньомісячна швидкість вітру, м/с          | 3.82             | 4.05             | 4.04             | 3.71             | 3.23             | 2.93             | 2.96             | 2.82             | 3.21             | 3.47             | 4.27             | 4.23             |                  |
| Середньомісячна сонячна радіація, кДж/м²·день | 5675             | 8431             | 12123            | 16667            | 20639            | 23402            | 25083            | 21995            | 16365            | 10632            | 6150             | 4814             |                  |
| --------------------------------------------- | ---------------- | ---------------- | ---------------- | ---------------- | ---------------- | ---------------- | ---------------- | ---------------- | ---------------- | ---------------- | ---------------- | ---------------- | ---------------- |
| Джерело:                                      |                  |                  |                  |                  |                  |                  |                  |                  |                  |                  |                  |                  |                  |